# Sunny Side Story
『Sunny Side Story』（サニー・サイド・ストーリー）は、戸松遥の2枚目のオリジナルアルバム。2013年1月16日にミュージックレインから発売された。

## 概要
前作『Rainbow Road』から約2年11ヶ月ぶりのリリースとなるオリジナルアルバム。販売形態は初回限定盤と通常盤の2種リリースで、前者には「明日色ひまわり」のPVと本作のメイキングに加え、各四季ごとのジャケットに着せ替え可能な仕様になっている。
タイトルの「Sunny Side Story」は、明るく熱い気持ちを反映させた、太陽をイメージしたアルバムにしたかったため付けられた。タイトルを考えるに当たり、戸松は「Sunny Side Story」の「Story」のみ置き換えた案を20個考えたという。
PVは四季をテーマとしており、各季節毎に衣装を変えている。なお登山シーンでの青空はプロジェクターによるものである。また、オケは生で録られた。
なお、収録されたシングルのうち、カップリング曲が本作に収録されていないのは、「Oh My God♥」の『Orange☆Smoothie』、「Q&A リサイタル!」の『ドーナツ』の2曲である。

## 収録曲
1. RUN [4:31]
  - 作詞・作曲・編曲：古川貴浩
2. Q&A リサイタル! [4:49]
  - 作詞・作曲：田淵智也、編曲：古川貴浩
  - テレビアニメ『となりの怪物くん』オープニングテーマ
3. 渚のSHOOTING STAR [4:39]
  - 作詞：古屋真、作曲：大隅知宇、編曲：古川貴浩
4. ♪Make Up Sweet Girl☆ [4:04]
  - 作詞・作曲：網本ナオノブ、編曲：古川貴浩
  - 歌詞中にオシャレアイテムが取り入れられているガーリーな曲で、キラキラ感を強調するためにタイトルの先頭と末尾に音符と星マークを採用した[1]。
5. Baby Baby Love [4:39]
  - 作詞・作曲：鈴木健太朗、編曲：古川貴浩
  - テレビアニメ『もっとTo LOVEる -とらぶる-』エンディングテーマ
6. やさしき日々 [4:26]
  - 作詞・作曲：白戸佑輔、編曲：木村篤史
7. ミライガール [3:57]
  - 作詞：Echo、作曲・編曲：塚本亮
8. Issai Gassai [3:55]
  - 作詞・作曲・編曲：古川貴浩
9. 星のステージ [4:12]
  - 作詞：古屋真、作曲・編曲：古川貴浩
10. ユメセカイ [4:48]
  - 作詞：古屋真、作曲：南田健吾、編曲：古川貴浩
  - テレビアニメ『ソードアート・オンライン』アインクラッド編エンディングテーマ
11. Oh My God♥ [4:11]
  - 作詞：川瀬智子、作曲・編曲：奥田俊作
  - テレビアニメ『猫神やおよろず』エンディングテーマ
12. STAGE [4:48]
  - 作詞：川瀬智子、作曲・編曲：奥田俊作
  - ファンへの感謝の気持ちが表現されている[1]。
13. 明日色ひまわり [4:23]
  - 作詞：古屋真、作曲：Nori、編曲：福田真一朗
  - レコーディング終了時に戸松が考えた、自己紹介的な歌に仕上がっている[1]。

DVD（初回限定盤のみ）
1. 明日色ひまわり（Music Clip）
2. Side Story of 「Sunny Side Story」

## 演奏
- 外園雄一：Drums (#1.2.10)
- 小板橋博実：Chorus (#1.4.13)
- 後関好宏：Sax (#2)
- 川上鉄平：Trumpet (#2)
- 滝本尚史：Trombone (#2)
- 藤本記子：Chorus (#2.8)
- AJI (FILE RECORDS)：Chorus (#3)
- 菊間まり：Chorus (#5.8.9)
- YOKAN：All Horns (#9)
- 籠島裕昌：Piano (#10)
- 奥田俊作 (the brilliant green)：All Programming (#11.12)
- 沼澤尚：Drums (#13)
- 森俊之：Keyboards (#13)
- 山田章典：Bass (#13)